# Insecticida eléctrico

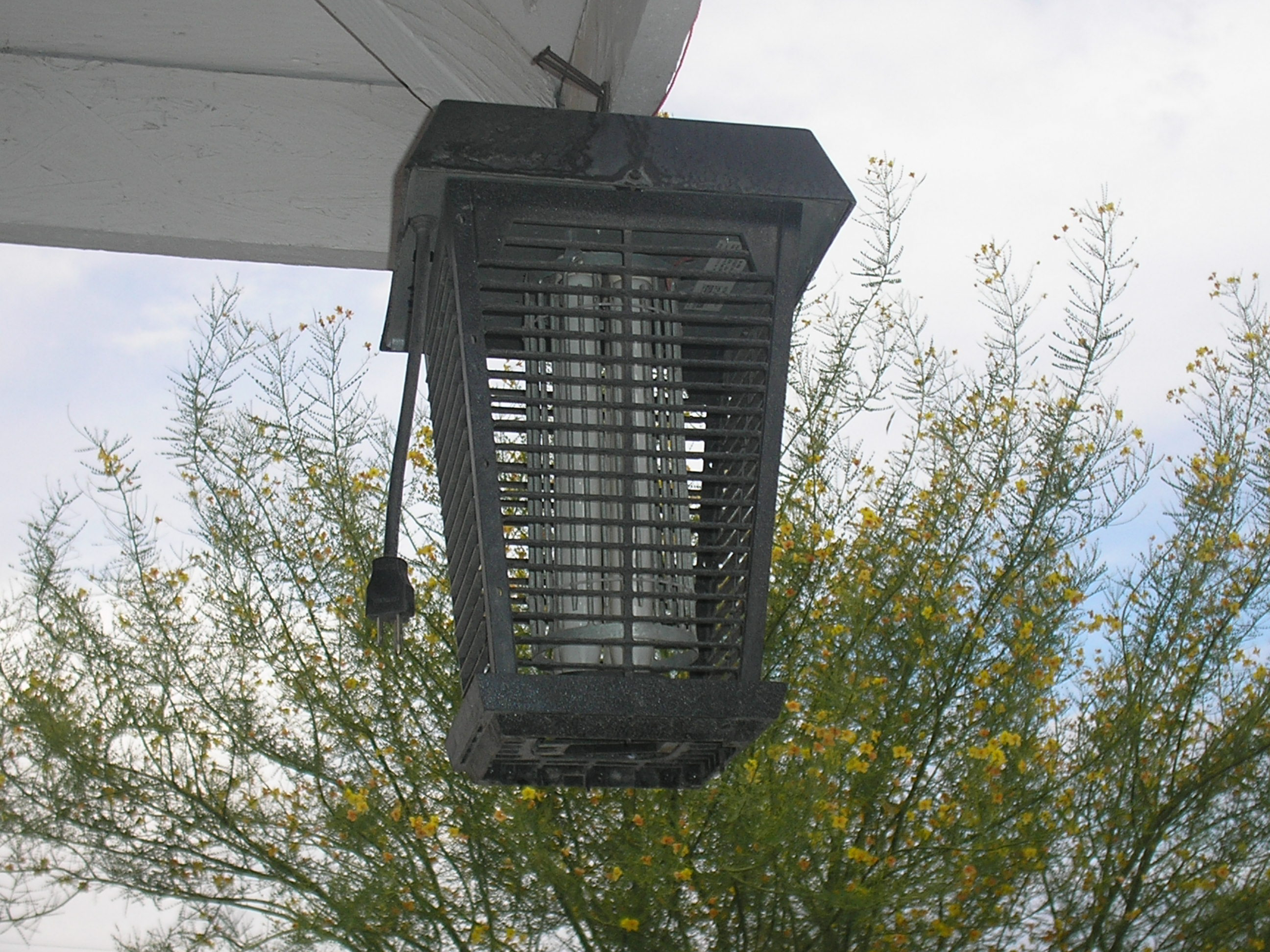
Matainsectos eléctrico de exteriores

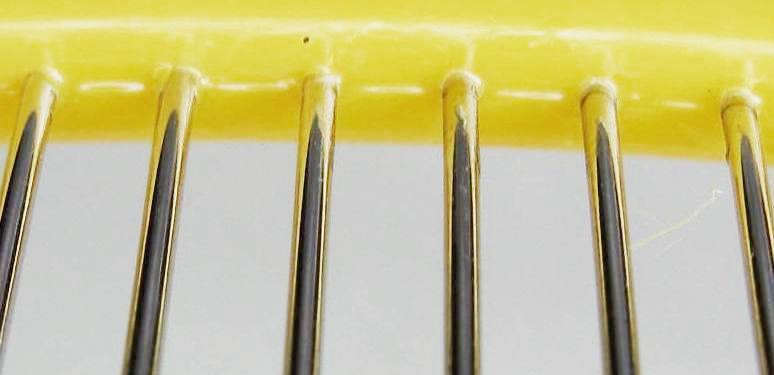
Barras pares/impares con alta tensión de signo opuesto

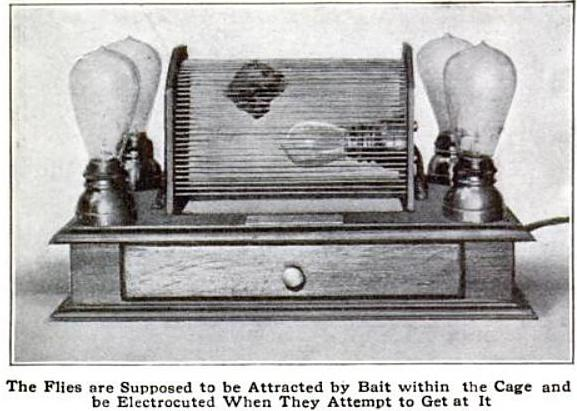
Prototipo de matainsectos ca.1911

Un  matainsectos eléctrico, insecticida eléctrico, lámpara anti-insectos o matamoscas eléctrico, más formalmente denominado sistema de control de insectos por descarga,  es un dispositivo que atrae y mata a insectos voladores que se sienten atraídos por una luz. Una fuente de luz (generalmente ultravioleta) atrae a los insectos a una rejilla eléctrica, donde  son electrocutados al tocar dos cables con Alta tensión eléctrica entre ellos.

## Historia
En su edición de octubre de 1911, la revista Mecánica Popular  tenía un artículo mostrando un modelo de "trampa para moscas" que utilizaba todos los elementos de un moderno exterminador de insectos, incluyendo la luz eléctrica y la rejilla electrificada. El diseño fue ejecutado por dos hombres no identificados de Denver y decía ser demasiado caro para ser de uso práctico.
Según la Oficina de Patentes y Marcas de Estados Unidos, el primer matainsectos fue patentado en 1934 por William F. Folmer y Harrison L. Chapin. Se les emitió la patente de EE. UU.  1.962.439.

## Diseño

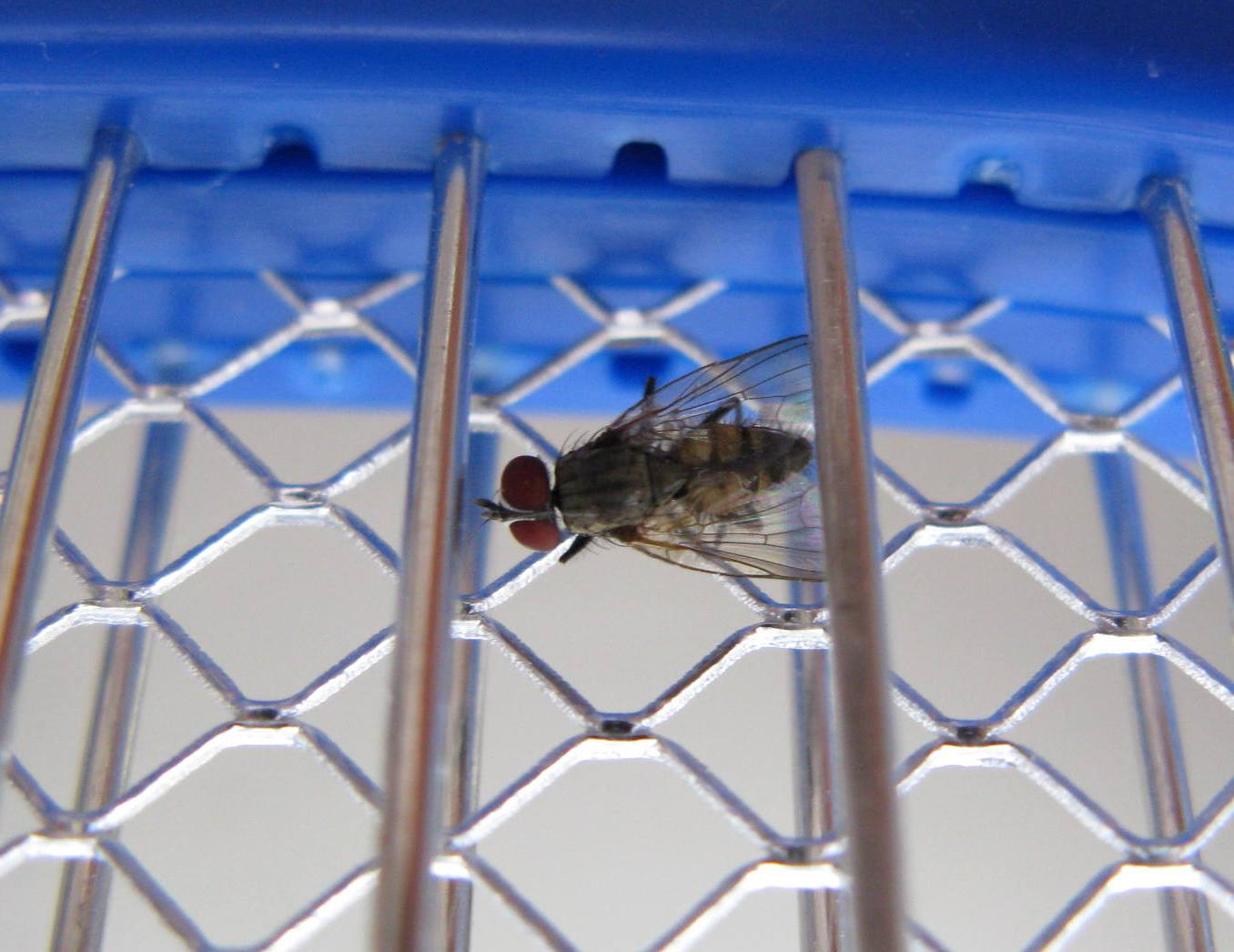
Tres capas: Barras y malla con alta tensión de signo opuesto

Los mata-insectos suelen alojarse en una jaula de protección de barras de metal o de plástico conectadas a tierra para evitar que las personas o los animales lleguen a tocar la alta tensión.  está instalada en el interior hay Una fuente de luz, a menudo una lámpara fluorescente diseñada para emitir luz violeta y ultravioleta, que es visible para los insectos y los atrae. La luz está rodeada por un par de rejillas de alambre desnudo intercalados o en espiral. Típicamente la distancia entre los cables adyacentes es de aproximadamente 2 mm (0,079 pulgadas). Algunos insecticidas eléctricos incorporan además de la luz ultravioleta, un ventilador.

### Inconvenientes
- En algunos dispositivos, la luz es tan brillante que no puede ser utilizado en el interior de las viviendas (principalmente en dormitorios).
- También, la sustitución de la lámpara ultravioleta (UV) no es fácil en algunos modelos, porque el sitio es difícilmente accesible o, a veces, la lámpara no utiliza una base de tornillo estándar. No obstante, otros modelos utilizan el estándar de rosca E27.[5]

## Matamoscas eléctrico

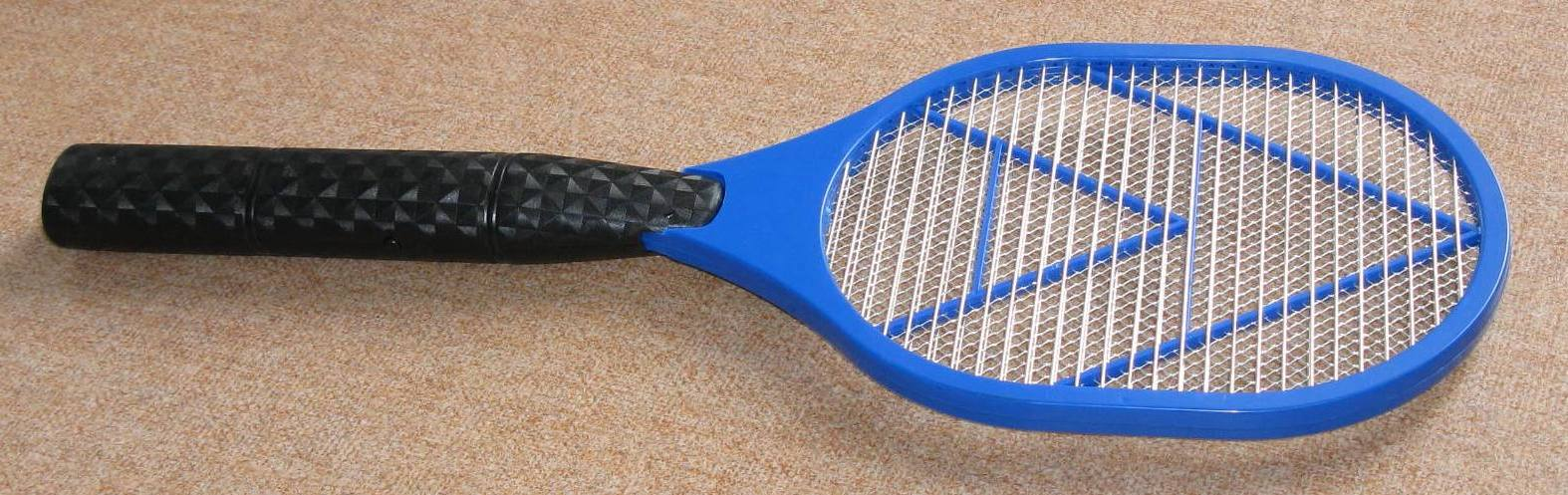
Matamoscas eléctrico

Una raqueta matamoscas, es un dispositivo portátil que se asemeja a las raquetas de bádminton o raquetas de tenis, y que últimamente se ha hecho popular en todo el mundo. La US Patent 5,519,963, fue concedida al inventor Taiwanés Tsao-i Shih en 1996, para un dispositivo de este tipo. El mango contiene un generador de alta tensión alimentado por batería.  El circuito se compone de un oscilador electrónico, un  transformador  y un multiplicador de alta tensión, similar al circuito en un arma de electrochoque o pistola eléctrica , pero con una potencia mucho menor.
La rejilla del matamoscas se carga eléctricamente a un voltaje de entre 500 a 1500 V DC, que se activa pulsando y manteniendo pulsado un botón. Cuando el cuerpo eléctricamente conductor de una mosca cierra el espacio entre los electrodos, hace saltar una chispa a través del aire. Un condensador conectado a los electrodos se descarga mediante la chispa, y esta descarga en general aturde o mata a la mosca.

## Galería

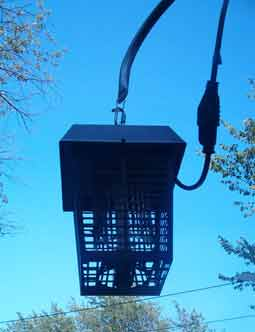
Un matainsectos eléctrico  para exteriores
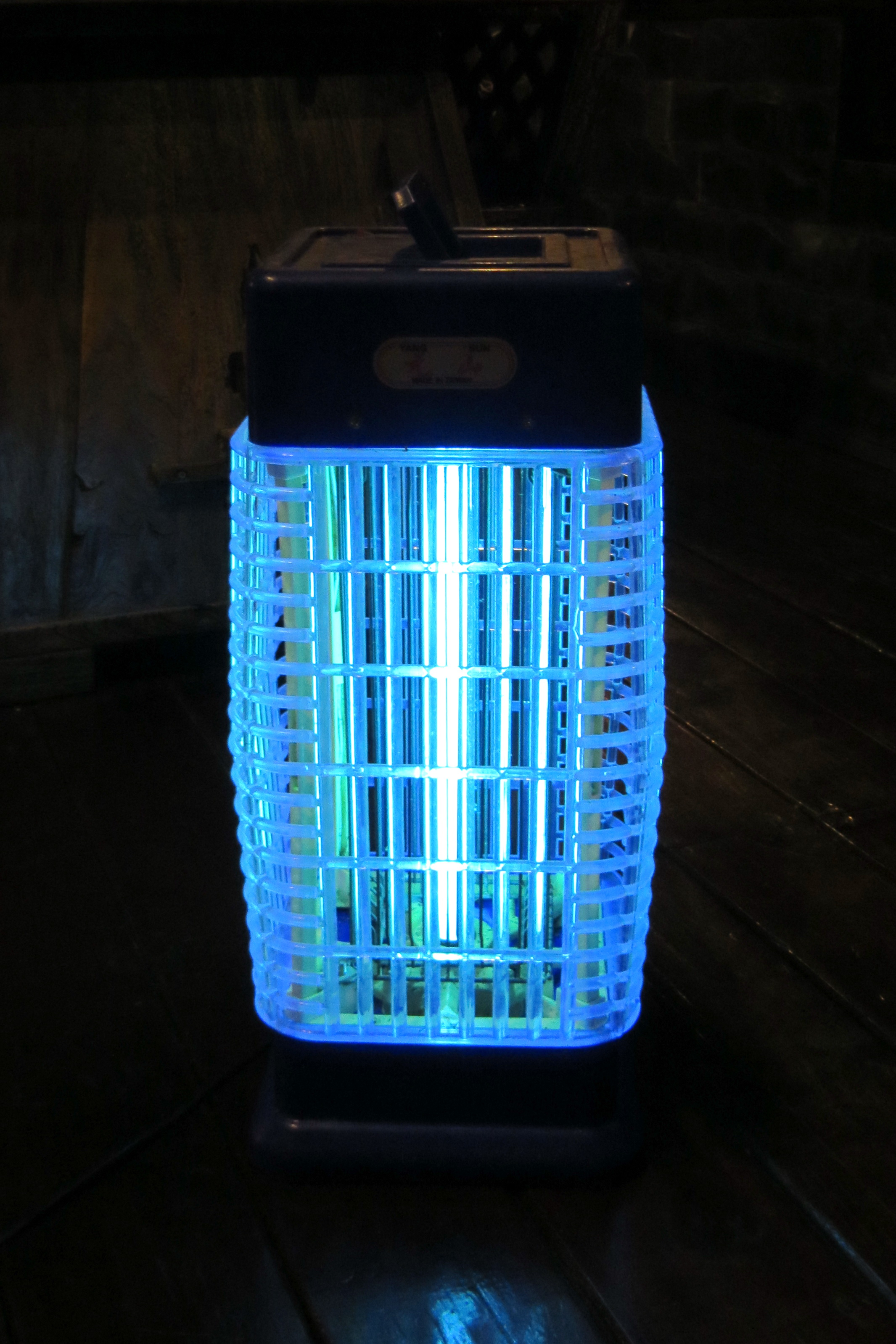
Matainsectos eléctrico para uso en interiores